# Collezione Muselli
La collezione Muselli è stata una delle più prestigiose quadrerie d'Italia nel XVII secolo. Assieme alla collezione Giusti ed a quella Curtoni rappresenta inoltre il fiore all'occhiello nell'ambito del collezionismo veronese di epoca moderna.

## Giacomo Muselli
Giacomo Muselli (1569-1641) proveniva da una famiglia di mercanti e godeva di uno status economico eccezionalmente florido; risiedeva a Verona nella contrada della Bra e denunciava nel rilevamento anagrafico del 1614 l'età di quarantacinque anni. Nel campione d'estimo del 1616 il Muselli è allibrato per la cifra più alta di tutti i contribuenti. Non sappiamo quando si accese in lui la scintilla del collezionista, che lo portò a costituire in qualche decennio una raccolta di circa 150 opere di piccole e medie dimensioni, ma di qualità altissima. Ad essa fu sempre molto legato, non solo si rifiutò di venderla al duca di Modena Francesco I ma non permise ai figli nel suo testamento di prestare dei quadri o di farli addirittura copiare.

## Gli eredi
Giacomo Muselli ebbe due figli: Cristoforo e Giovan Francesco i quali preservarono la raccolta a Verona. Essi però non erano tanto legati ai dipinti per motivi artistici o familiari ma vedevano in essi un ottimo affare che ogni volta rimandarono. Cristoforo fu padre di tre figli: Girolamo, Giacomo e Paolo. Furono gli ultimi due a risolversi nel 1685 a cedere i dipinti al mercante francese Louis Alvarez e a sancire così la fine della raccolta assemblata dal nonno.

## La quadreria
La collezione di pitture si componeva di molti quadri del Rinascimento veneto o di ascendenza veneta (da ricordare Veronese, Tiziano, Giovanni Bellini, Moretto da Brescia), ma anche di dipinti tedeschi, fiamminghi ed olandesi del Cinquecento (del Civetta in primis, ma anche di Lucas Cranach il Vecchio) e della scuola veronese del Seicento. Di Alessandro Turchi, in particolare, si contavano molte opere su tela e pietra di paragone. Essa fu accorpata nei primi decenni del Seicento da Giacomo Muselli e divenne presto un'imprescindibile meta di visita da parte di nobili ed artisti che la menzionarono nei loro diari di viaggio o la immortalarono in opere di carattere storico-artistico, come le “Maraviglie dell'arte” (1648) di Carlo Ridolfi ed il “Microcosmo della pittura” (1657) di Francesco Scannelli.

### Alcune opere Muselli e loro collocazione attuale
- Tiziano, Noli me tangere, Londra, National Gallery
- Giovanni Bellini (e bottega), Circoncisione, Londra, National Gallery
- Giovanni Bellini, Madonna con il Bambino, i santi Pietro e Marco (?) e un donatore, Birmingham, Museums and Art Gallery
- Alessandro Bonvicino detto il Moretto da Brescia, Allegoria della Fede, San Pietroburgo, Ermitage
- Domenico Capriolo, Ritratto virile in pelliccia, San Pietroburgo, Ermitage
- Domenico Fetti, Assunta, San Pietroburgo, Ermitage
- Domenico Fetti, Tobia guarisce il padre, San Pietroburgo, Ermitage
- Paris Bordone, Sacra Famiglia e Santa Caterina, San Pietroburgo, Ermitage
- Paris Bordone, Ritratto di Gian Giacomo Caraglio, Cracovia, Castello Reale del Wawel
- Alessandro Turchi, Andromeda, Kassel, Alte Meister
- Alessandro Turchi, Leda e amorini, Kassel, Alte Meister
- Alessandro Turchi, Madonna con Gesù e San Giovannino, Lexington, The Art Museum at the University of Kentucky
- Hans Rottenhammer e Jan Brueghel il Vecchio, Riposo durante la fuga in Egitto, Monaco di Baviera, Alte Pinakothek
- Hans Rottenhammer, Nozze di Cana, Monaco di Baviera, Alte Pinakothek
- Paolo Veronese, Ritratto virile, San Pietroburgo, Ermitage
- Paolo Veronese, Sacra Famiglia con san Giovannino, Amsterdam, Rijksmuseum
- Paolo Veronese, Battesimo di Cristo, Los Angeles, Malibu, The J. Paul Getty Museum
- Paolo Veronese, Risposo nella fuga in Egitto, Collezione privata
- Paolo Veronese, Cena in Emmaus, Rotterdam, Museum Boijmans Van Beuningen
- Paolo Veronese, Venere allo specchio, Omaha, Joslyn Art Museum
- Paolo Veronese, Rebecca al pozzo, Stamford, Burghley House
- Michelangelo Anselmi, Cristo e la Samaritana, Stamford, Burghley House

## Altri oggetti d'arte
Oltre ai dipinti i Muselli possedevano anche una piccola, ma significativa raccolta di grafica e un bassorilievo di Giammaria Mosca detto il Padovano raffigurante il Giudizio di Salomone e che si trova a Parigi al Musée du Louvre. Fra i disegni riconosciuti con certezza spiccano l'Uomo (o autoritratto) con cagna gravida di Parmigianino e la Caduta di Fetonte di Michelangelo Buonarroti (entrambi a Londra, British Museum), acquistati a Verona dal banchiere e collezionista francese Pierre Crozat e passati alla sua morte presso il noto esperto di grafica Pierre-Jean Mariette.

## La vendita
La collezione attirò su Verona le mire di molti collezionisti, italiani come stranieri. Ci fu anzi un momento - negli anni quaranta e cinquanta del Seicento - in cui molti degli occhi più avidi d'Europa in fatto di oggetti d'arte erano puntati su Verona. Il primo a nutrire un concreto interesse fu Francesco I d'Este, duca di Modena e Reggio, al quale non riuscì di assicurarsi la collezione sia perché Giacomo Muselli non intendeva separarsi da essa sia perché i due figli non volevano svenderla. Morto Giacomo altri collezionisti si fecero avanti, tra i quali il duca Alfonso IV e lo zio Cesare d'Este (fratello minore di Francesco I), l'arciduca Ferdinando Carlo d’Asburgo, il cardinale Flavio Chigi e Cristina di Svezia, ma nessuno di essi riuscì ad aggiudicarsela. La galleria fu infine acquistata fra il 1685 e il 1687 da Jean-Baptiste Colbert marchese di Seignelay (1651-1690), figlio primogenito di Jean-Baptiste Colbert, controllore delle finanze sotto Luigi XIV, per il tramite del mercante Alvarez e del pittore Jean-Baptiste Forest. Dopo essere giunta a Parigi la raccolta fu smembrata in tanti piccoli lotti e rivenduta. I piccoli gruppi di quadri passarono in varie collezioni francesi e di qui ad altre destinazioni. I quadri Muselli si trovano oggi in collezioni private e in alcuni dei più prestigiosi musei d'arte del mondo, come la National Gallery di Londra, la Gemaeldegalerie Alte Meister di Kassel e l'Ermitage di San Pietroburgo.

### I quadri Muselli in Francia
Parigi fu nel Settecento una piazza molto importante per la diaspora della raccolta veronese e per il mercato artistico più in generale. I quadri Muselli, dopo che furono importati e suddivisi dal marchese di Seignelay, da Alvarez e Forest in piccoli lotti, entrarono inizialmente a far parte di raccolte parigine, come quella del noto banchiere e collezionista Pierre Crozat, ma ben presto ne uscirono prendendo la via della Russia, della Germania, dell'Olanda e dell'Inghilterra. In alcuni musei di oggi, come quello dell'Ermitage e della National Gallery di Londra, si conservano ancora dei nuclei di opere già Muselli.

## Galleria d'immagini

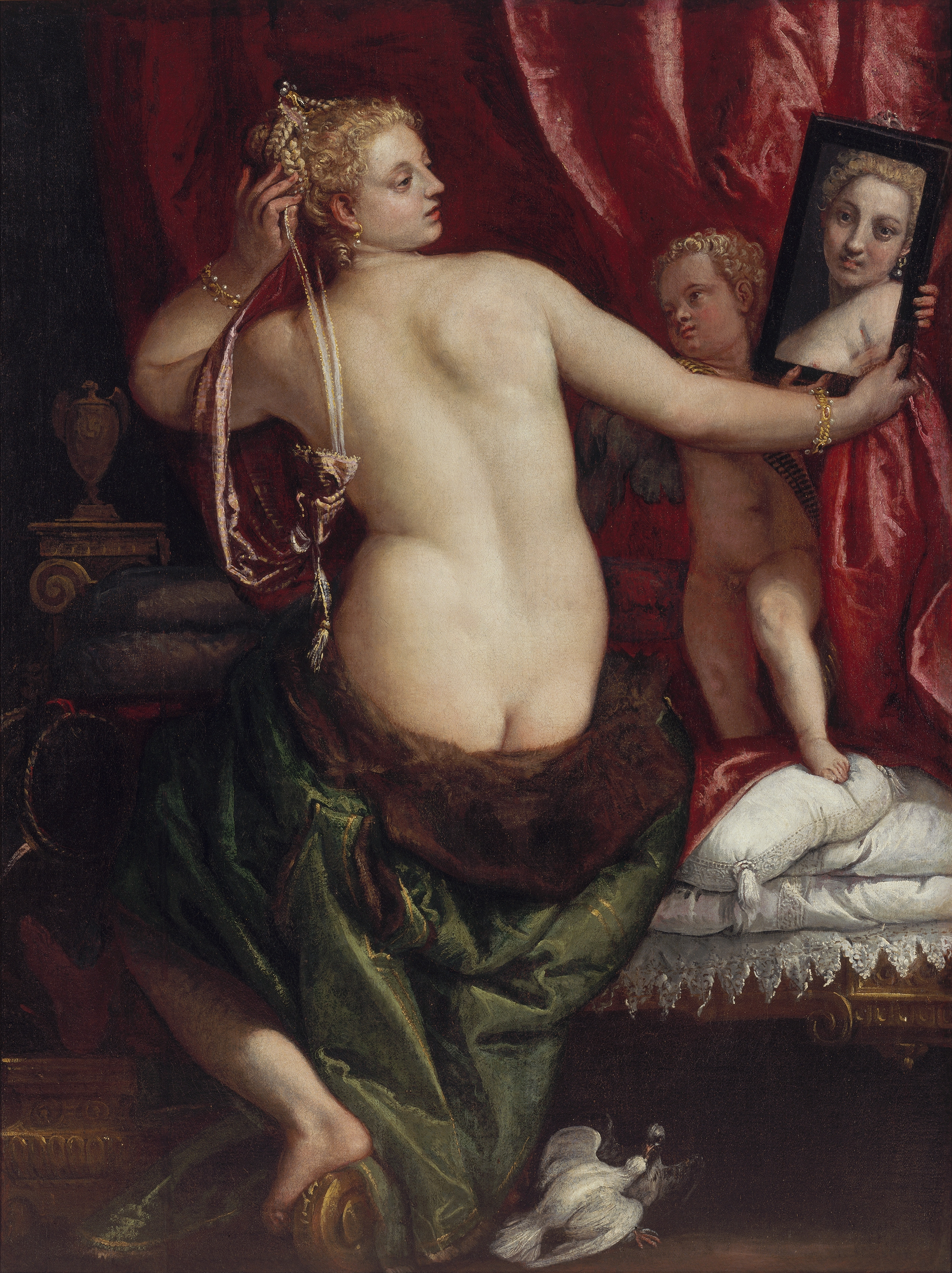
Paolo Veronese. Venere allo specchio
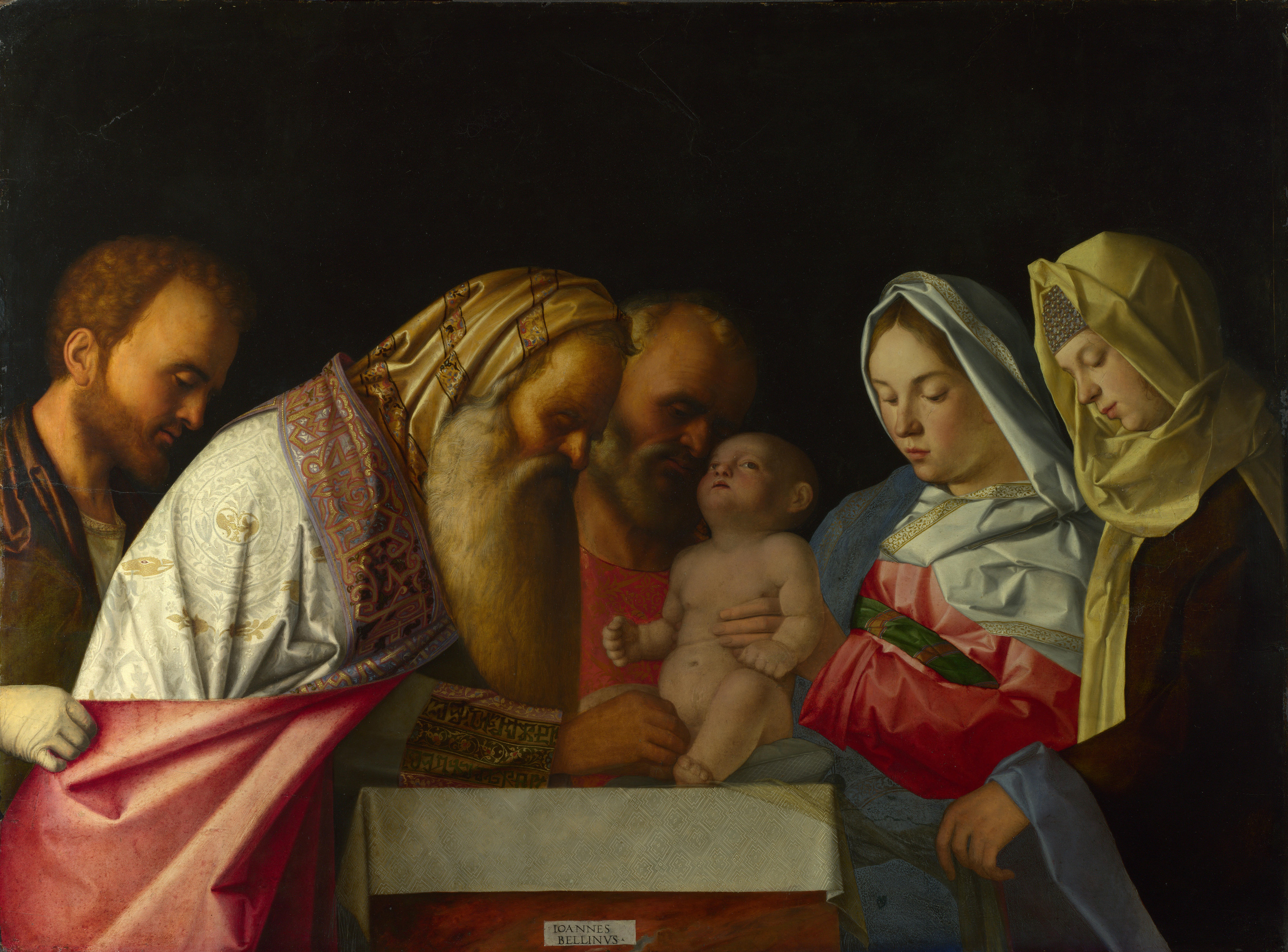
Giovanni Bellini (e bottega). Circoncisione
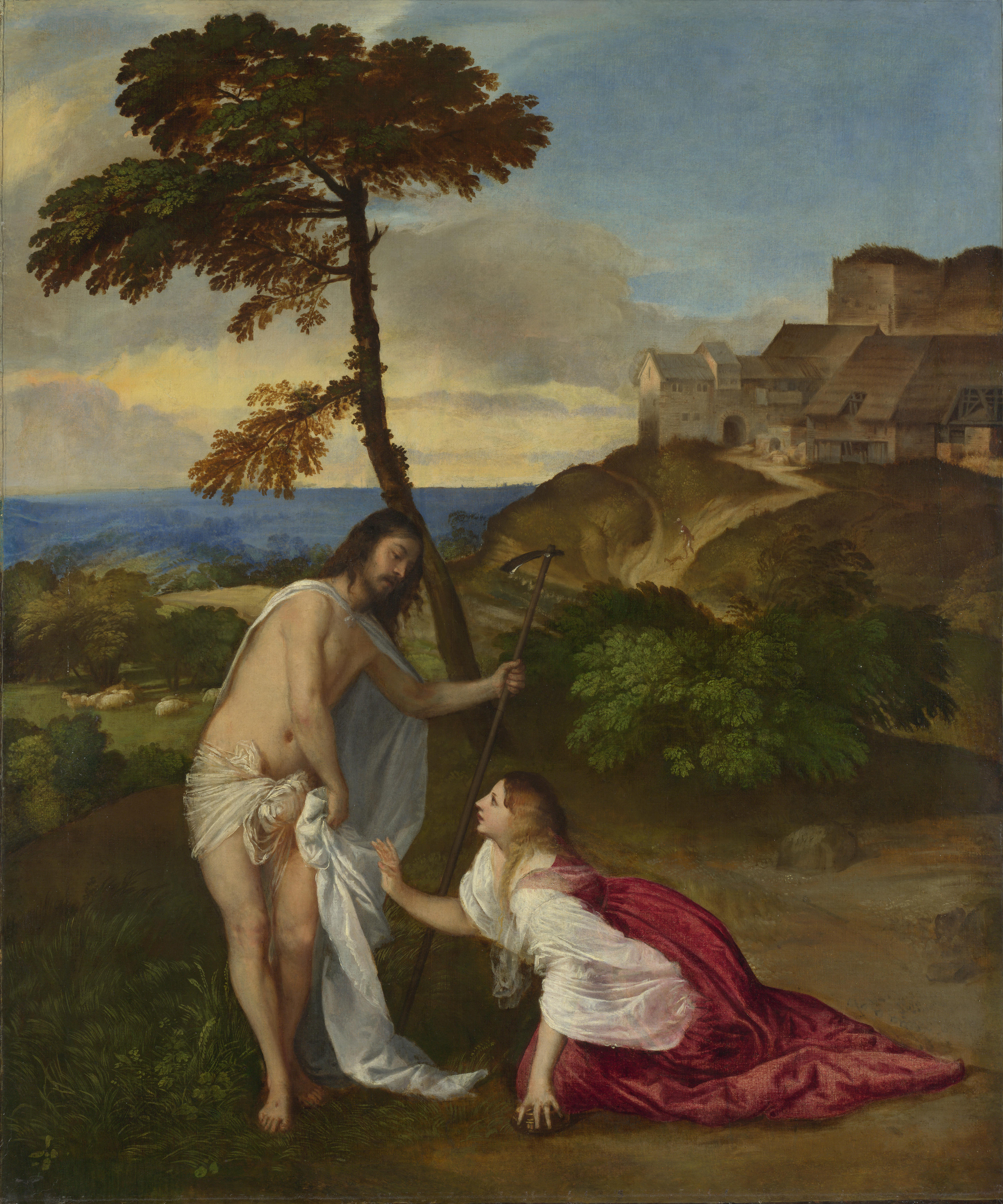
Tiziano. Noli me tangere
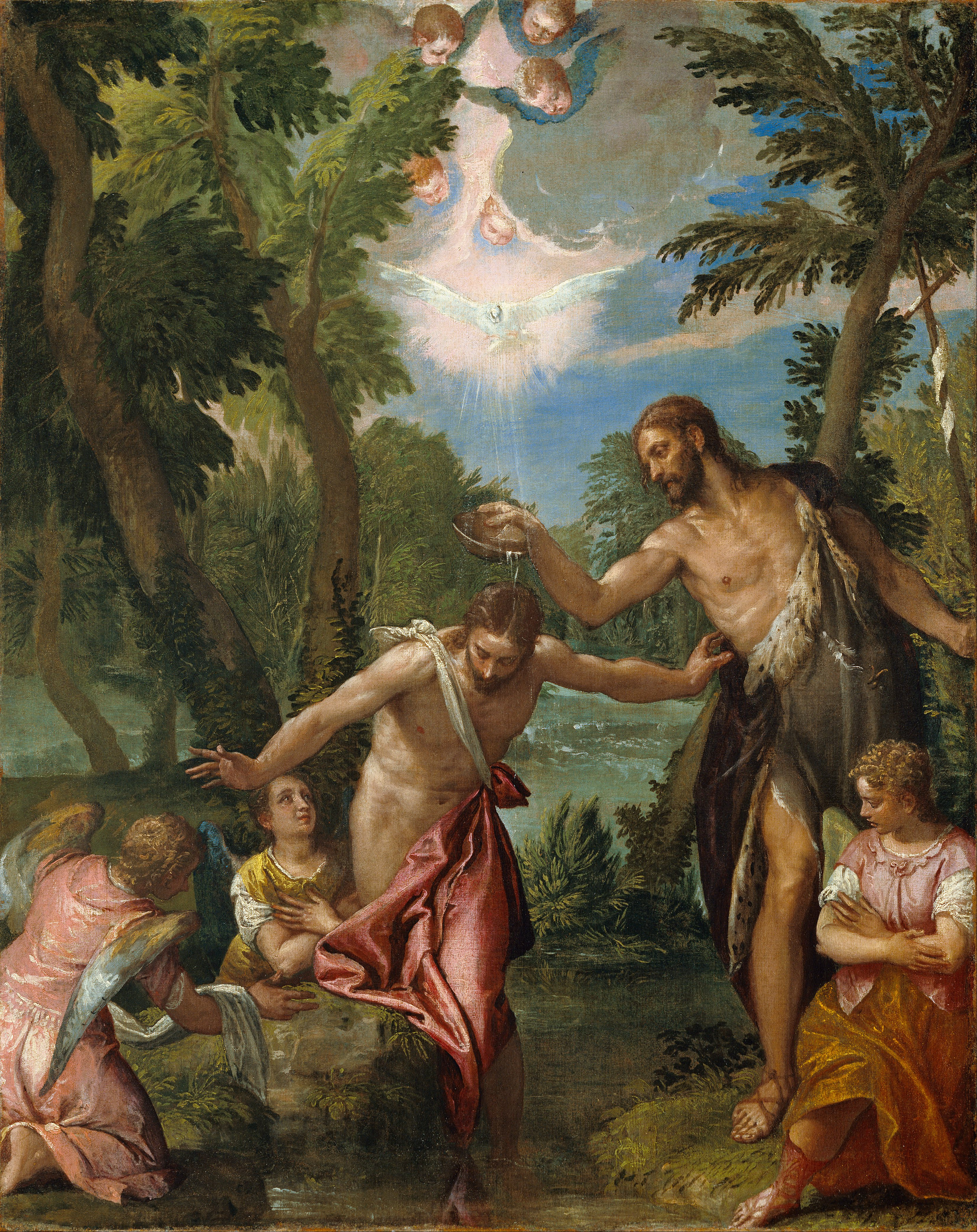
Paolo Veronese. Battesimo di Cristo
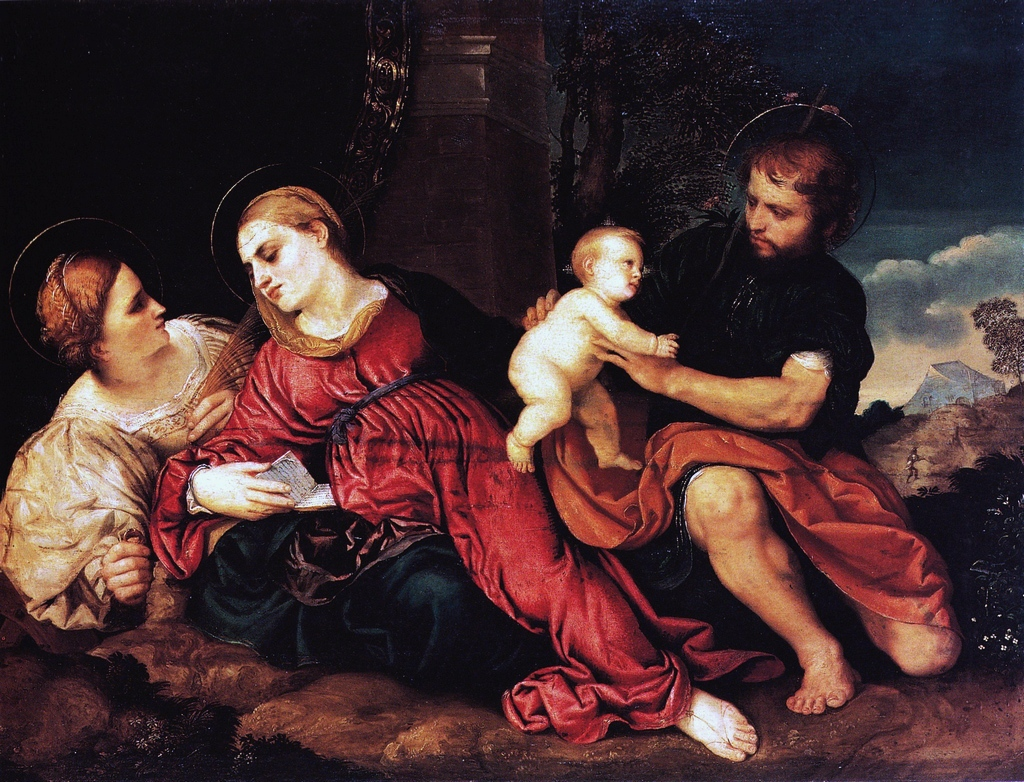
Paris Bordone. Sacra Famiglia con Santa Caterina
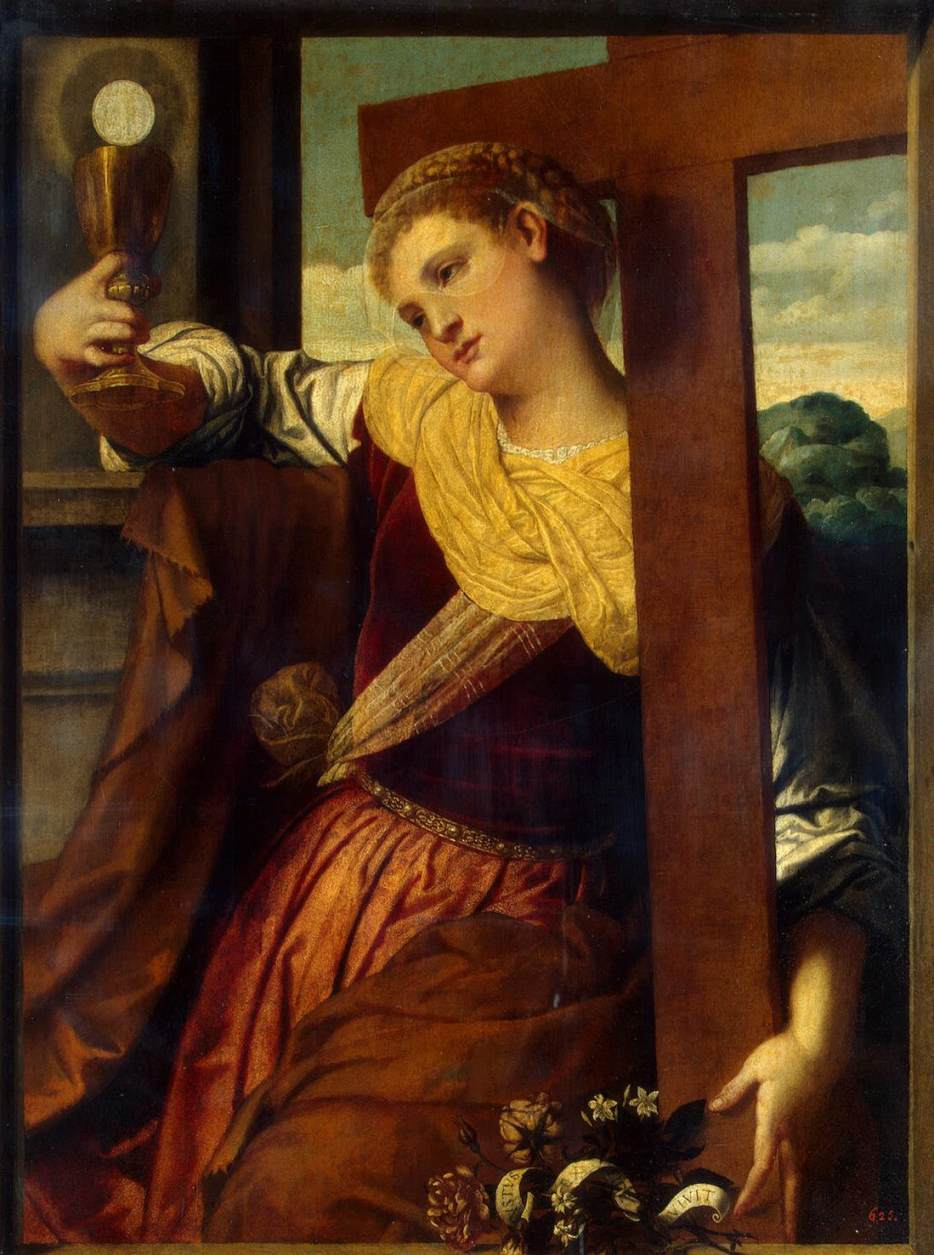
Moretto da Brescia. Allegoria della Fede
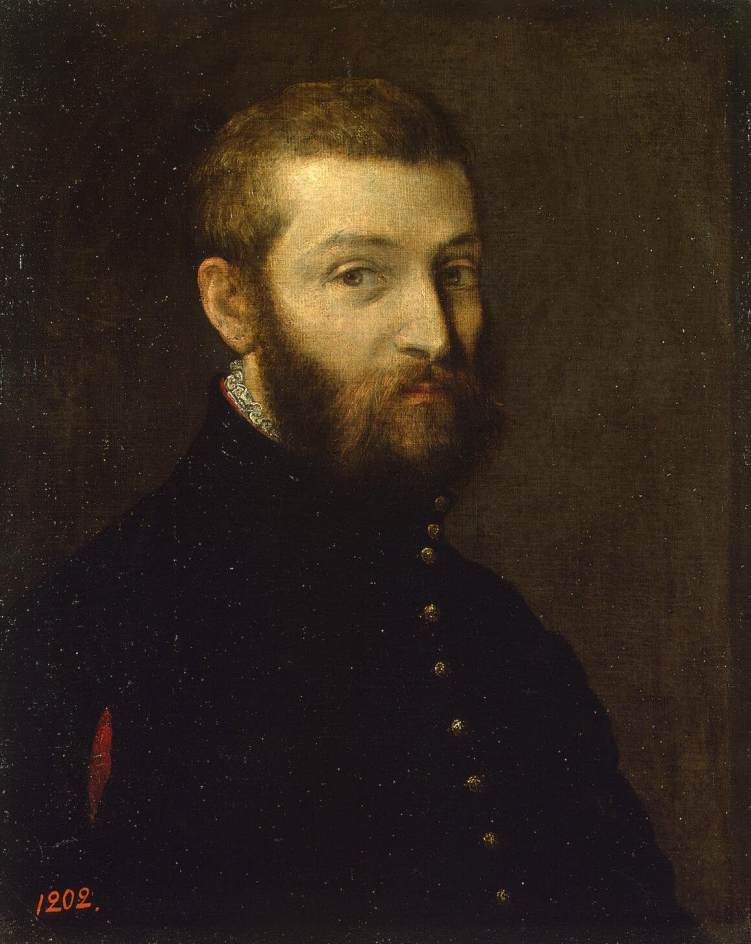
Paolo Veronese. Autoritratto
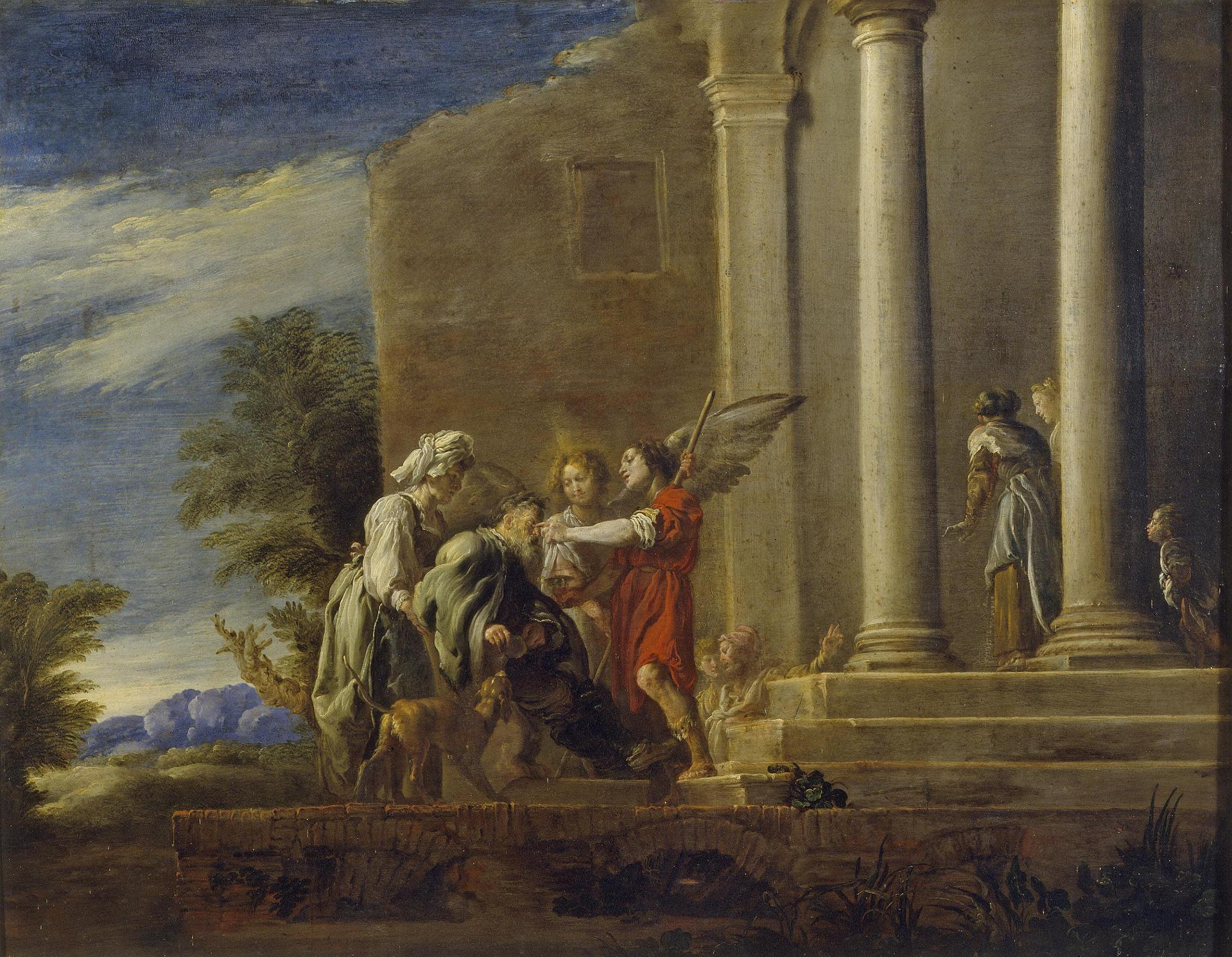
Domenico Fetti. Tobia guarisce il padre cieco
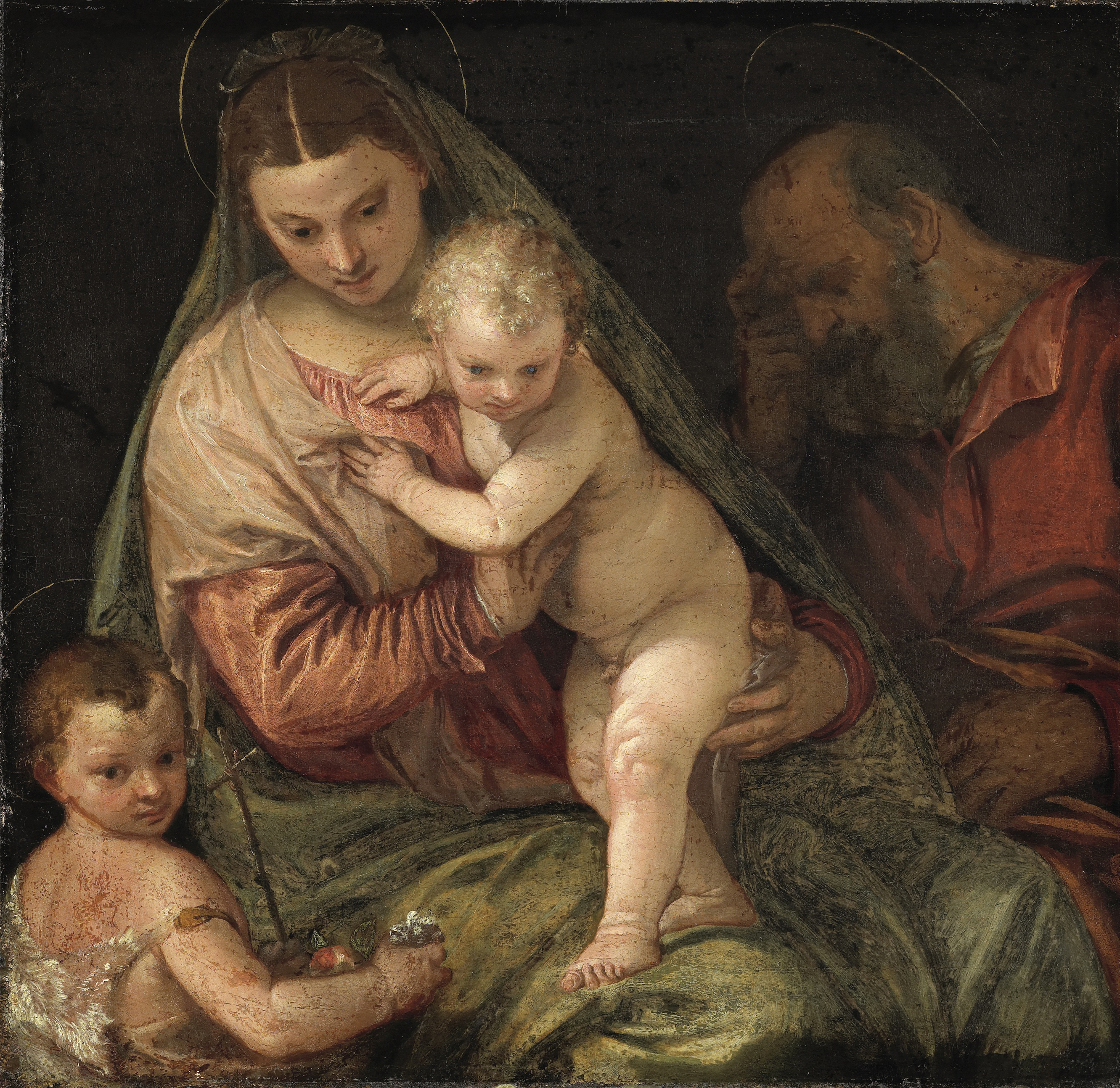
Paolo Veronese. Sacra Famiglia con san Giovannino
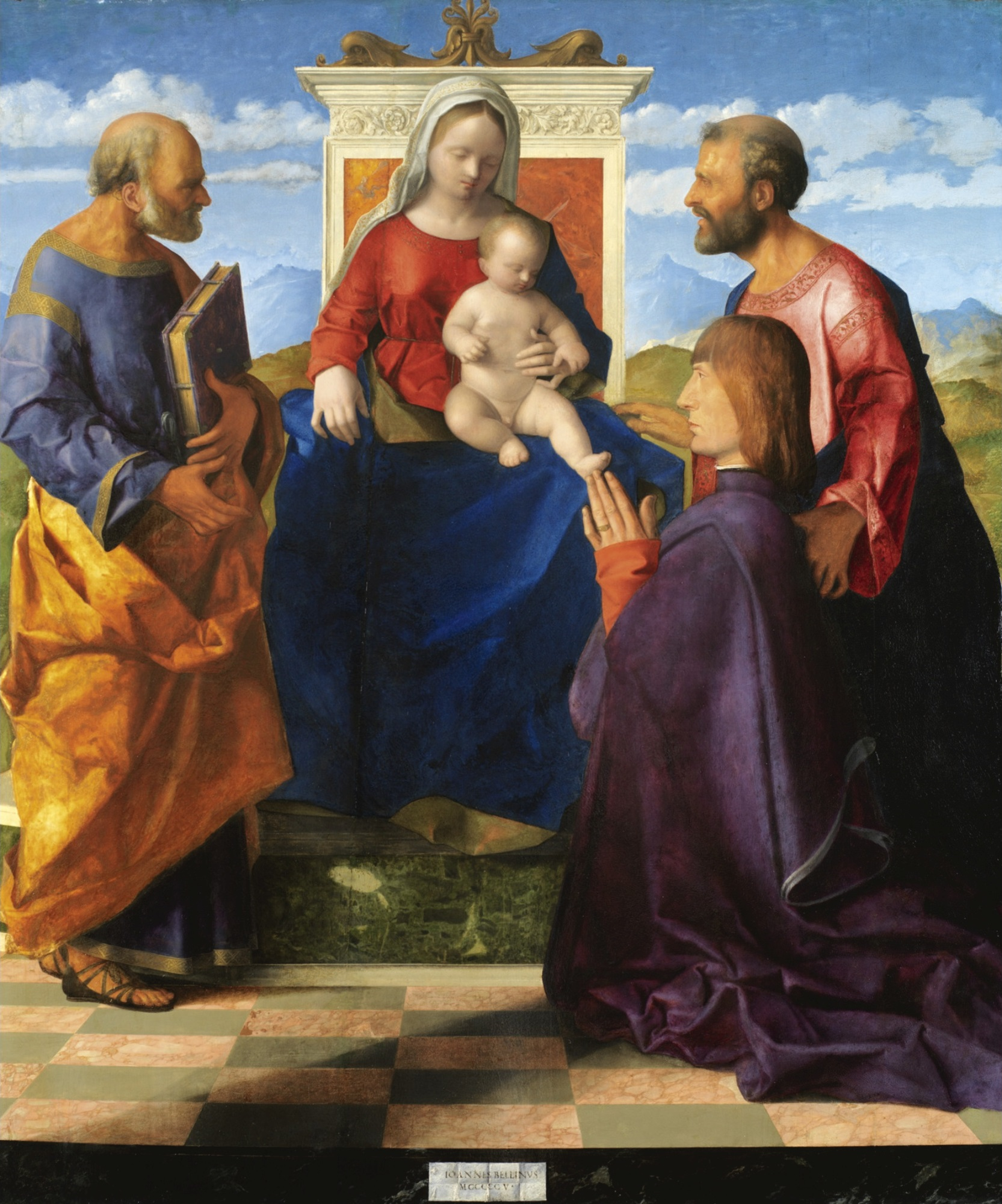
Giovanni Bellini. Madonna in trono con i santi Pietro e Marco (?) e un donatore
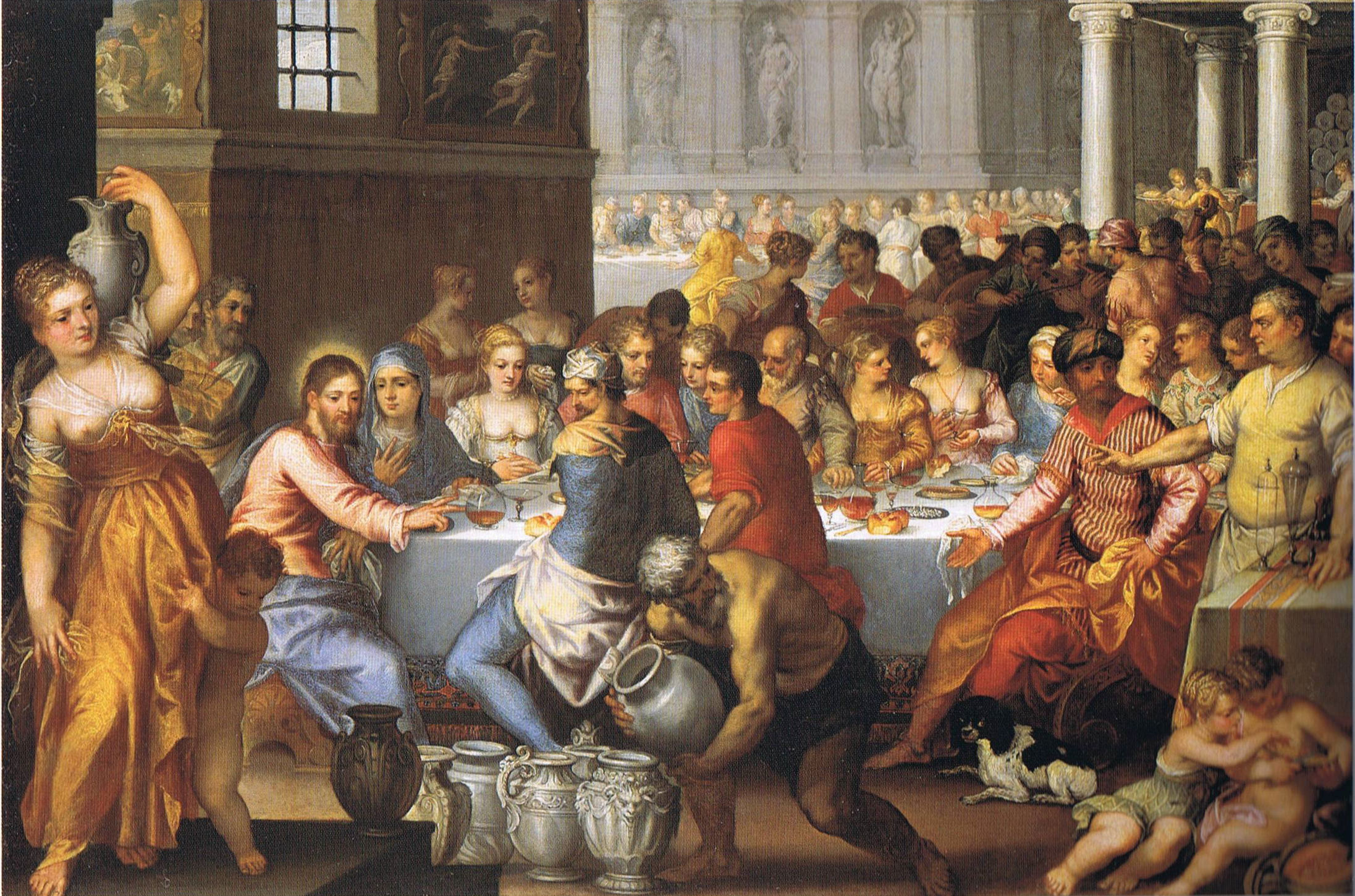
Hans Rottenhammer. Nozze di Cana
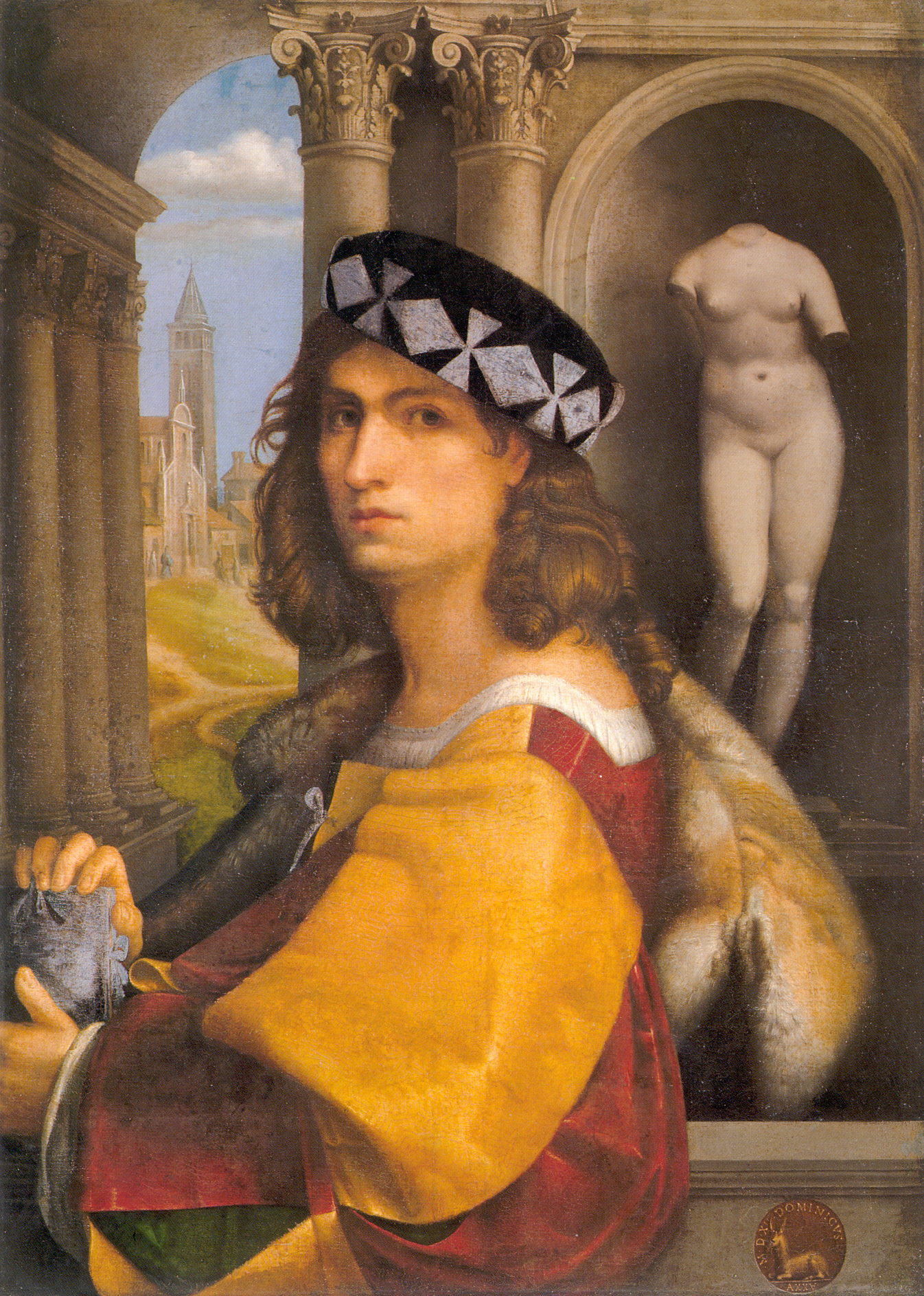
Domenico Capriolo. Ritratto virile in pelliccia